# Финч, Питер
Фре́дерик Джо́рдж Пи́тер И́нгл Фи́нч (англ. Frederick George Peter Ingle Finch; 28 сентября 1916, Южный Кенсингтон, Лондон — 14 января 1977, Беверли-Хиллз) — австралийский актёр, один из двух актёров, посмертно удостоенных премии «Оскар» (за фильм «Телесеть»).

## Биография
Финч родился в Лондоне, с десяти лет жил в Сиднее. После окончания школы несколько раз менял работу, в конце концов став актёром. В 1935 году он начал играть в театре и работать на радио. Первым фильмом Финча стала посредственная комедия «Дэйв с отцом приходят в город» (1938). Финча заметил Лоренс Оливье, который предложил ему войти в свою труппу, и Финч переехал в Лондон. В 1948 году у него завязался роман с Вивьен Ли (женой Оливье), который в общей сложности (с перерывами) продолжался несколько лет.
Вскоре Финч начал сниматься в кино. Первым голливудским фильмом стала картина «История Минивер» (1950). Роль в фильме «Город, похожий на Элис» принесла ему первую награду Британской киноакадемии. В 1960 году Финч сыграл Оскара Уайльда в фильме «Процесс над Оскаром Уайльдом», получив за этот фильм в числе прочих наград приз лучшему актёру Московского кинофестиваля.
В 1971 году Финч сыграл еврея-гея Дэниэла Хирша в скандальном по тем временам фильме «Воскресенье, проклятое воскресенье». Центральной темой фильма была тема гомосексуальной любви. Первоначально роль Хирша была предложена актёру Иэну Баннену, но он от неё отказался, поскольку роль включала гомосексуальный поцелуй. Фильм получил несколько номинаций на «Оскар», в том числе на «Оскар» за лучшую мужскую роль для самого Финча, и на «Золотой глобус» (Финч опять был номинирован). Однако фильм не получил «Оскаров»; существует точка зрения, что причиной этому было табу на открытую демонстрацию гомосексуальности положительных персонажей.
Главным карьерным триумфом Финча стала роль в фильме «Телесеть». Финч сыграл сумасшедшего телеведущего Говарда Била, которому телекомпания продолжает предоставлять эфир, чтобы поднять рейтинг. За эту роль Финч был посмертно награждён «Оскаром», который получила его вдова Элета. Финч — один из шести актёров, номинированных на «Оскар» посмертно (до него были Джеймс Дин, Спенсер Трейси, после — Массимо Троизи, Хит Леджер и Чедвик Боузман), и один из двух (второй — Хит Леджер), кто его получил. Кроме того, он стал первым австралийским актёром, получившим «Оскар». За этот же фильм Финч получил «Золотой глобус».
Утром 14 января 1977 года 60-летний Финч скоропостижно скончался от сердечного приступа в фойе гостиницы «Беверли-Хиллз», ожидая встречи с режиссёром Сидни Люметом, который только что снял его в своей «Телесети». Финч умер на глазах у Люмета, успев сказать ему несколько слов на прощание. После кончины актёра окружающие отмечали, что в последние месяцы он выглядел гораздо старше своего возраста. Он был похоронен на кладбище «Голливуд навсегда».

### Личная жизнь
Финч был трижды женат. 

Его первой женой стала балерина Тамара Евсевиевна Чинарова (урождённая Рекемчук, 1919, Четатя-Албэ — 2017, Малага), сестра писателя Александра Евсеевича Рекемчука (брак продолжался с 1943 г. по 1959 г.). 

После развода он женился на Иоланде Тёрнер (1959—1965), но и второй брак тоже закончился разводом. 

В 1973 г. Финч женился в третий раз. 

От трёх браков у него было четверо детей.
В 1980 г. журналистка Элен Данди (англ. Elaine Dundy) опубликовала биографию Finch, bloody Finch: A biography of Peter Finch.

## Фильмография
| Год  | Название                                   | Роль                             | Примечания                                                                         |
| ---- | ------------------------------------------ | -------------------------------- | ---------------------------------------------------------------------------------- |
| 1938 | Dad and Dave Come to Town                  | Билл Райан                       |                                                                                    |
| 1939 | Mr. Chedworth Steps Out                    | Артур Джейкобс                   |                                                                                    |
| 1941 | The Power and the Glory                    | Фрэнк Миллер                     |                                                                                    |
| 1944 | The Rats of Tobruk                         | Питер Линтон                     |                                                                                    |
| 1944 | Red Sky at Morning                         | Майкл                            |                                                                                    |
| 1946 | A Son Is Born                              | Пол Грэхэм                       |                                                                                    |
| 1949 | Train of Events                            | Филип                            |                                                                                    |
| 1949 | Eureka Stockade                            | Хэмфри                           |                                                                                    |
| 1950 | The Miniver Story                          | Польский офицер                  |                                                                                    |
| 1950 | The Wooden Horse                           | Австралиец в госпитале           |                                                                                    |
| 1952 | The Story of Robin Hood and His Merrie Men | Шериф Ноттингемский              |                                                                                    |
| 1953 | The Heart of the Matter                    | Отец Рэнк                        |                                                                                    |
| 1953 | The Story of Gilbert and Sullivan          | Ричард Д’Ойли Карт               |                                                                                    |
| 1954 | Отец Браун                                 | Фламбо                           |                                                                                    |
| 1954 | Elephant Walk                              | Джон Уайли                       |                                                                                    |
| 1954 | Make Me an Offer                           | Чарли                            |                                                                                    |
| 1955 | Josephine and Men                          | Дэвид Хьюэр                      |                                                                                    |
| 1955 | Passage Home                               | Капитан Лаки Райленд             |                                                                                    |
| 1955 | Simon and Laura                            | Саймон Фостер                    |                                                                                    |
| 1955 | Тёмный мститель                            | Граф де Виль                     |                                                                                    |
| 1956 | The Battle of the River Plate              | Капитан Лангсдорфф, Адмирал Шпее |                                                                                    |
| 1956 | A Town Like Alice                          | Джо Харман                       | Премия BAFTA                                                                       |
| 1957 | Windom’s Way                               | Алек Уиндом                      | Премия BAFTA (номинирован)                                                         |
| 1957 | Robbery Under Arms                         | Капитан Старлайт                 |                                                                                    |
| 1957 | The Shiralee                               | Джим Маколей                     |                                                                                    |
| 1959 | История монахини                           | Доктор Фортунати                 | Премия BAFTA (номинирован)                                                         |
| 1959 | Operation Amsterdam                        | Йен Смит                         |                                                                                    |
| 1960 | The Trials of Oscar Wilde                  | Оскар Уайльд                     | Премия BAFTA                                                                       |
| 1960 | Kidnapped                                  | Алан Брек Стюарт                 |                                                                                    |
| 1961 | No Love for Johnnie                        | Джонни Бирн                      | Премия BAFTA, Серебряный медведь                                                   |
| 1961 | The Sins of Rachel Cade                    | Полковник Генр Дероуд            |                                                                                    |
| 1962 | I Thank a Fool                             | Стивен Дейн                      |                                                                                    |
| 1963 | In the Cool of the Day                     | Маррей Логан                     |                                                                                    |
| 1964 | Первые люди на Луне                        | Помощник пристава                | Не упомянут в титрах                                                               |
| 1964 | Girl with Green Eyes                       | Юджин Галлард                    |                                                                                    |
| 1964 | Пожиратель тыкв                            | Джек Эрмитейдж                   |                                                                                    |
| 1965 | Полёт Феникса                              | Капитан Харрис                   |                                                                                    |
| 1966 | 10:30 P.M. Summer                          | Пол                              |                                                                                    |
| 1966 | Judith                                     | Аарон Штейн                      |                                                                                    |
| 1967 | Come Spy with Me                           | Камео                            | Не упомянут в титрах                                                               |
| 1967 | Вдали от обезумевшей толпы                 | Уильям Болдвуд                   |                                                                                    |
| 1968 | The Legend of Lylah Clare                  | Льюис Заркен                     |                                                                                    |
| 1969 | The Greatest Mother of Them All            | Шон Говард                       |                                                                                    |
| 1969 | Красная палатка                            | Умберто Нобиле                   |                                                                                    |
| 1971 | Воскресенье, проклятое воскресенье         | Dr. Daniel Hirsh                 | Премия BAFTA Номинирован на Премию «Оскар» за лучшую мужскую роль «Золотой глобус» |
| 1972 | Something to Hide                          | Харри Филд                       |                                                                                    |
| 1973 | England Made Me                            | Эрик Кро                         |                                                                                    |
| 1973 | Bequest to the Nation                      | Горацио Нельсон                  |                                                                                    |
| 1973 | Потерянный горизонт                        | Ричард Конуэй                    |                                                                                    |
| 1974 | The Abdication                             | Кардинал Аццолино                |                                                                                    |
| 1976 | Телесеть                                   | Говард Бил                       | Премия «Оскар» за лучшую мужскую роль Премия BAFTA «Золотой глобус»                |
| 1977 | Рейд на Энтеббе                            | Ицхак Рабин                      | Телевизионный фильм; номинирован на «Эмми»                                         |